# Hadžići (gmina Hadžići)
Hadžići – wieś w Bośni i Hercegowinie, w Federacji Bośni i Hercegowiny, w kantonie sarajewskim, siedziba gminy Hadžići. W 2013 roku liczyła 4993 mieszkańców, z czego większość stanowili Boszniacy.